# Emanuel Georgilas Limenites
Emanuel Georgilas Limenites – poeta bizantyński, żyjący w XV wieku na Rodos, autor utworu Zdobycie Konstantynopola, Czarnej śmierci na Rodos i romansu Opowieść historyczna o Belizariuszu.

## Osoba
Emanuel Georgilas Limenites żył i tworzył w II połowie XV wieku na Rodos. Pisał wierszem politycznym. Jest autorem Czarnej śmierci na Rodos (Thanatikón tes Rhódu) liczącego 644 wiersze utworu, opisującego epidemię, która nawiedziła mieszkańców wyspy w 1498/99 roku, a także romansu Opowieść historyczna o Belizariuszu i prawdopodobnie utworu o zdobyciu Konstantynopola.

## Zdobycie Konstantynopola
Zdobycie Konstantynopola (Hálosis Konstantinupóleos) liczy sobie 1044 wersy polityczne, miejscami rymowane i jest najwcześniejszym z utworów poświęconych temu tematowi. Autor opłakuje upadek chrześcijańskiego miasta, a jednocześnie wzywa mieszkańców Zachodu by przyszli z pomocą siedmiuset tysiącom bizantyńskich rodzin, które znalazły się w niewoli. W dalszej części radzi jak odbić stolicę z rąk tureckich i odrodzić cesarstwo wschodniego chrześcijaństwa. Nie cofa się przed rozliczeniami, jednak winę za upadek miasta przypisuje wyłącznie jego mieszkańcom. Niezależnie od wezwania skierowanego do Zachodu o pomoc, jest przeciwnikiem uniią religijnej obu Kościołów.
Zachowujący anonimowość ze względów politycznych, autor Zdobycia Konstantynopola  korzystał prawdopodobnie z encykliki metropolity kijowskiego, wysłanej z Krety do papieża 15 czerwca 1453 z zawiadomieniem o upadku Konstantynopola. Utwór powstał najprawdopodobniej jeszcze w 1453 roku. Jego wartość artystyczna jest bez porównania mniejsza od historycznej.

## Opowieść historyczna o Belizariuszu
U schyłku XV wieku Limenites opracował Opowieść historyczną o Belizariuszu (Historiké ekségesis perí Belisaríu), drugim po Aleksandrze Wielkim najbardziej ulubionym bohaterze bizantyńskim. W pracy nad utworem poeta korzystał Prokopiusza z Cezarei, dawnych legend, przewodnika po Konstantynopolu z końca X stulecia pt. Ojczyzna Belizariusza (Pátria tu Belisaríu) i Chiliad Jana Tzetzesa.
Bohater romansu, ma niewiele wspólnego z postacią historyczną. Mimo odniesionych, wspaniałych zwycięstw i wierności cesarzowi, na skutek intryg dworaków, został wtrącony do więzienia. Za znakomitym wodzem ujął się lud stolicy. Cesarz przywrócił więc Belizariuszowi stanowisko naczelnego wodza i wysłał na wojnę z Anglią (w rzeczywistości chodzi o leżącą na rubieżach Cesarstwa wyspę Korkyrę). Belizariusz powrócił jako zwycięzca. Oskarżony jednak powtórnie o zdradę, ponownie znalazł się w więzieniu, gdzie został oślepiony. Odtąd pędził życie żebraka. W tym czasie jego syn Aleksy odnosił sławne zwycięstwa nad Persami i Saracenami.
Utwór Limenitesa, został napisany wierszem politycznym i liczy sobie 840 wersów. Zachowały się jeszcze trzy inne wersje utworu o Belizariuszu. Dwie starsze liczą sobie 556 wersów, trzecia nosi nazwę Wiersze o Belizariuszu (Rimáda perí Belisaríu) i zawiera 997 rymowanych piętnastozgłoskowców.